# La Felguera

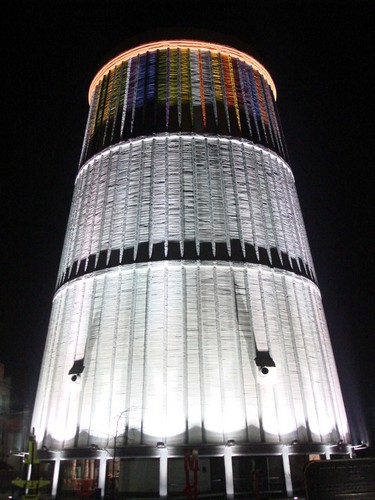
Stålindustrimuseet.

La Felguera är den största församlingen i kommunen Langreo i Asturien, norra Spanien. Den har omkring 20.300 invånare.
De viktigaste byggnaderna är Sankt Peters kyrka, Sankt Lourdes kyrka, husen längs med gatan Conde Sizzo, Salles gamla skola samt statyn av Pedro Duro.